# Szent Antal-templom (Cali)
A kolumbiai Caliban található Szent Antal-templom (vagy kápolna) a város egyik régi műemléke, kedvelt turisztikai célpont. Szombatonként és vasárnaponként gyakran tartanak itt esküvőket is.

## Az épület
A kis templom a város nyugati részén, a San Antonio nevű városrészben, egy alacsony dombon áll, ahonnan jó kilátás nyílik a városra. A nyeregtetős épület vályogfalai vastagok, felületük többnyire sima, fehér, a homlokzattal szemben állva bal oldalon emelkedő torony téglából készült, ahogy a félköríves záródású, téglaíves főkapu körüli falrész is. A kapuhoz egy 15 fokból álló lépcső vezet fel az utcáról, amelyet az 1970-es években építettek folyami kövekből. A padló égetett agyagból áll. Az oltár domborművének háttere kék, az ábrák színe arany; középen a védőszent, Páduai Szent Antal látható rajta.

## Története
A templom építése 1746-ban kezdődött, miután egy gazdag ambatói polgár, Juan Francisco Garcés de Aguilar december 24-i végrendeletében az egyházra hagyta a területet. Az építkezést 1747-ben fejezték be, ezzel pedig kezdetét vette a San Antonio nevű városrész kialakulása. 1944. január 25-én Luis Adriano Diaz püspök a dombot, ahol a templom is áll, eladta Cali községnek. Hamarosan egy elektromos alállomást építettek mellé, 1951-ben és 1964-ben pedig átépítették a templomot, például ablakokat nyitottak rajta. Az 1970-es években a klarisszák kolostorával bővült az épületegyüttes, majd 1972-ben José Luis Giraldo építész vezetésével felújították a templomot. 1985-ben szélesítették a templom előtti területet, valamint nagy kőtömbök elhelyezésével megváltoztatták a környék korábbi kinézetét. Ezeket 1993-ban elbontották. Az épületet 1997-ben nemzeti műemlékké nyilvánították. 2008-ban külsejének egy részét és a tetőt is felújították.

## Képek

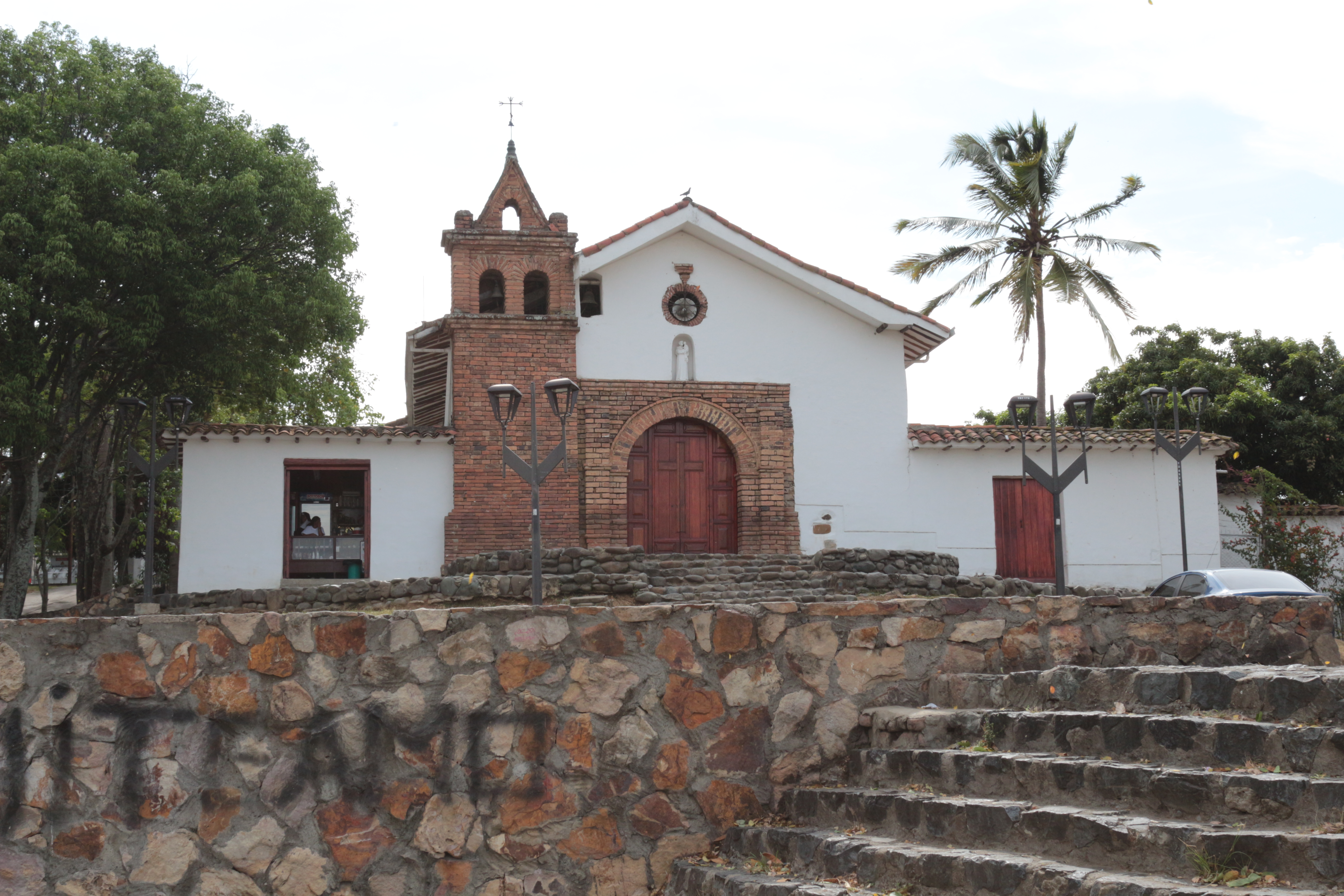
Szemből
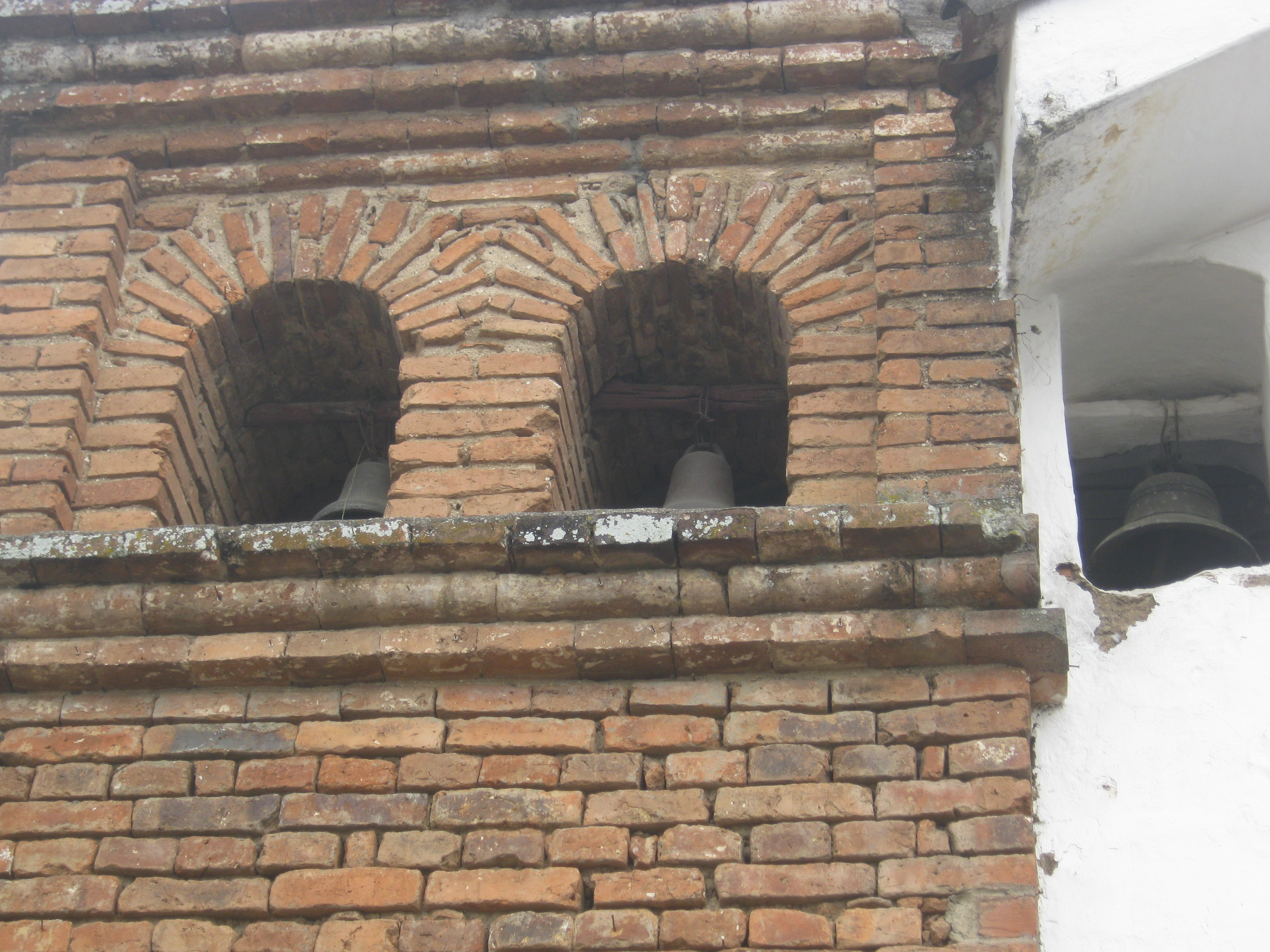
Harangok
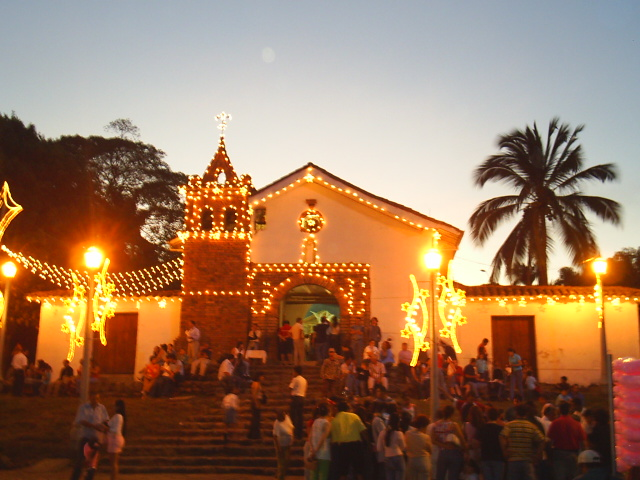
Kivilágítva
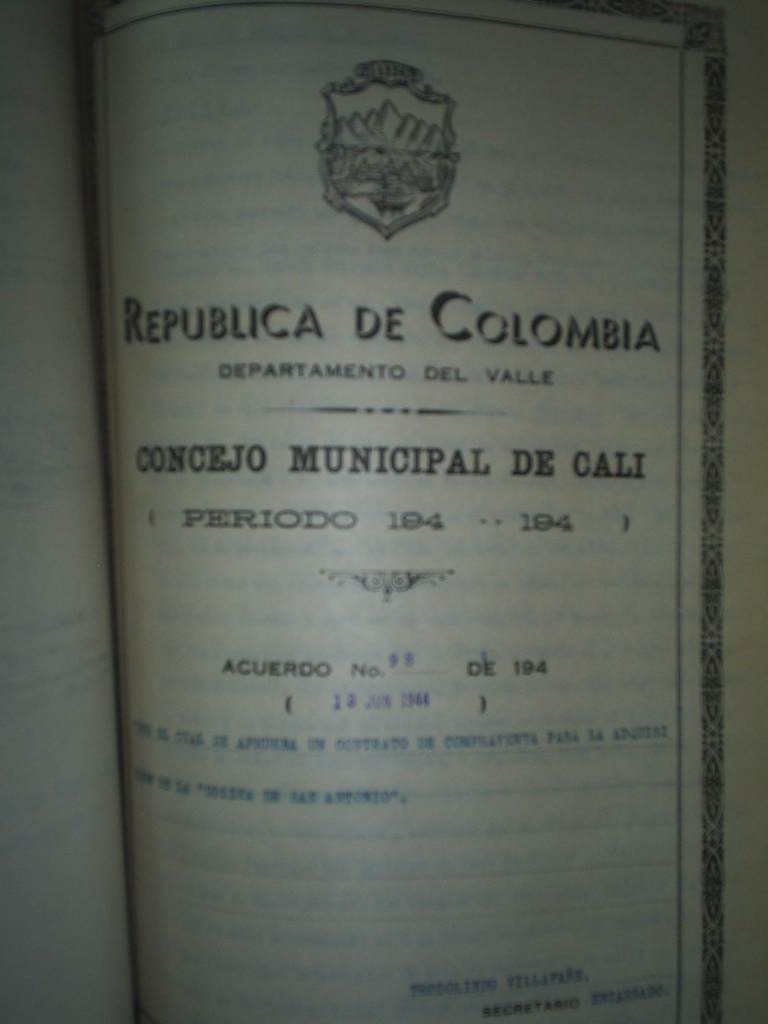
A domb megvásárlásáról szóló dokumentum címlapja